# 에코앤드림
에코앤드림(영어: Eco&Dream)은 충청북도 청주시에 본사를 둔 대한민국의 이차전지 전구체 기업이다.
또한, 자동차 촉매(DPFㆍSCR), 삼원촉매(TWC), 대기환경 개선을 위한 SCR 촉매 및 설비를 전문적으로 개발 및 제조하기도 한다.